# Trévol
Trévol ist eine französische Gemeinde mit 1.639 Einwohnern (Stand: 1. Januar 2022) im Département Allier in der Region Auvergne-Rhône-Alpes; sie gehört zum Arrondissement Moulins und zum Kantons Yzeure.

## Geographie
Trévol liegt in der Landschaft Sologne bourbonnaise, rund sieben Kilometer nordnordwestlich von Moulins. Der Allier verläuft im Westen der Gemeinde. Umgeben wird Trévol von den Nachbargemeinden Aurouër im Norden, Saint-Ennemond im Nordosten, Gennetines im Osten, Avermes im Süden, Montilly im Westen und Südwesten sowie Villeneuve-sur-Allier im Westen und Nordwesten.
Durch die Gemeinde führt die Route nationale 7.

## Bevölkerungsentwicklung
| Jahr                       | 1962 | 1968 | 1975 | 1982 | 1990 | 1999 | 2006 | 2018 |
| Einwohner                  | 847  | 812  | 1004 | 1255 | 1405 | 1366 | 1564 | 1636 |
| Quellen: Cassini und INSEE |      |      |      |      |      |      |      |      |

## Sehenswürdigkeiten
- Schloss Avrilly aus dem 15. Jahrhundert, seit 1923 Monument historique
- Schloss Les Bédaures
- Schloss Demoret
- Schloss Les Coiffier
- Schloss Mirebeau
- Haus Demou, seit 2003 Monument historique

Siehe auch: Liste der Monuments historiques in Trévol

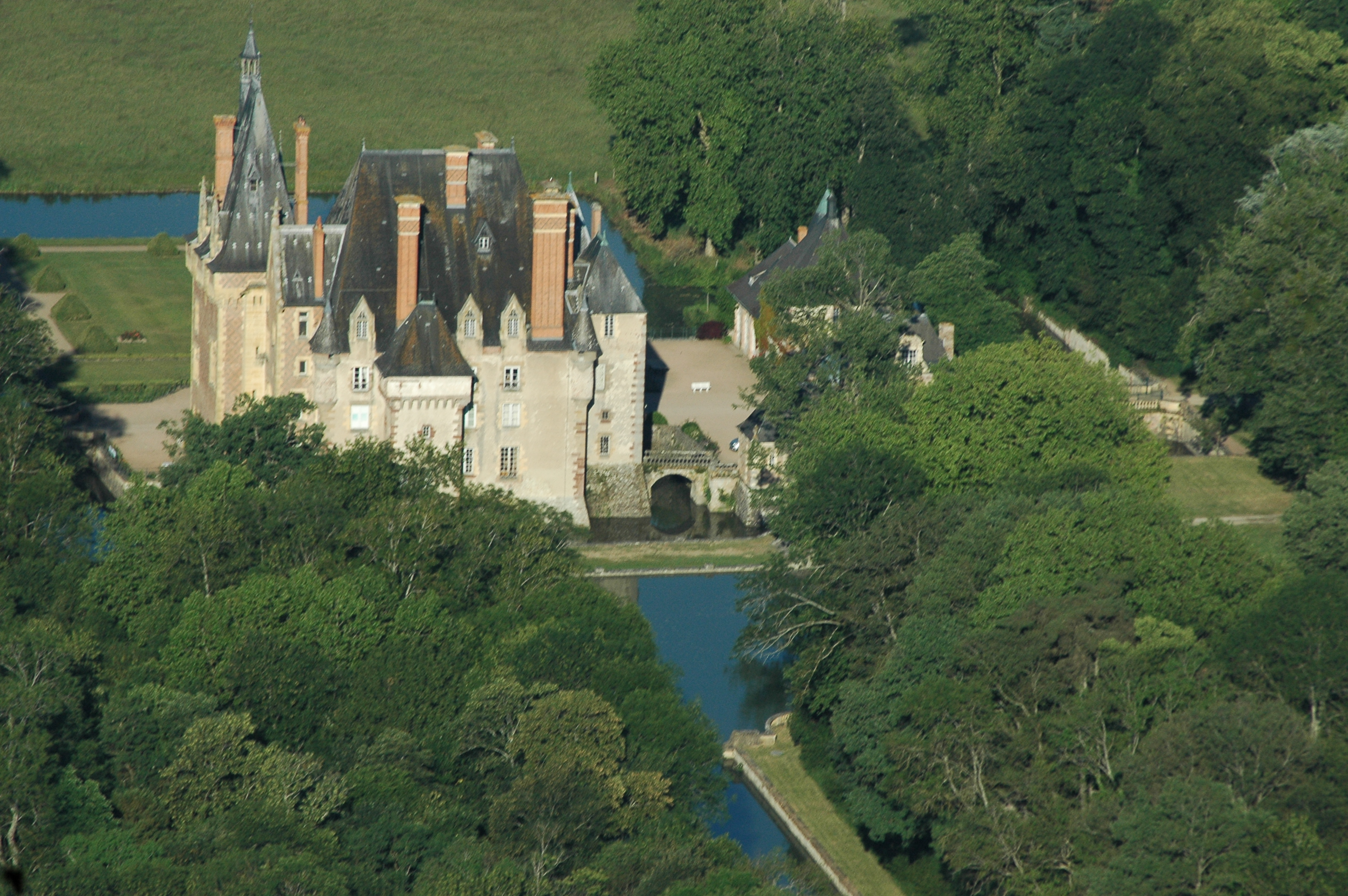
Schloss Avrilly
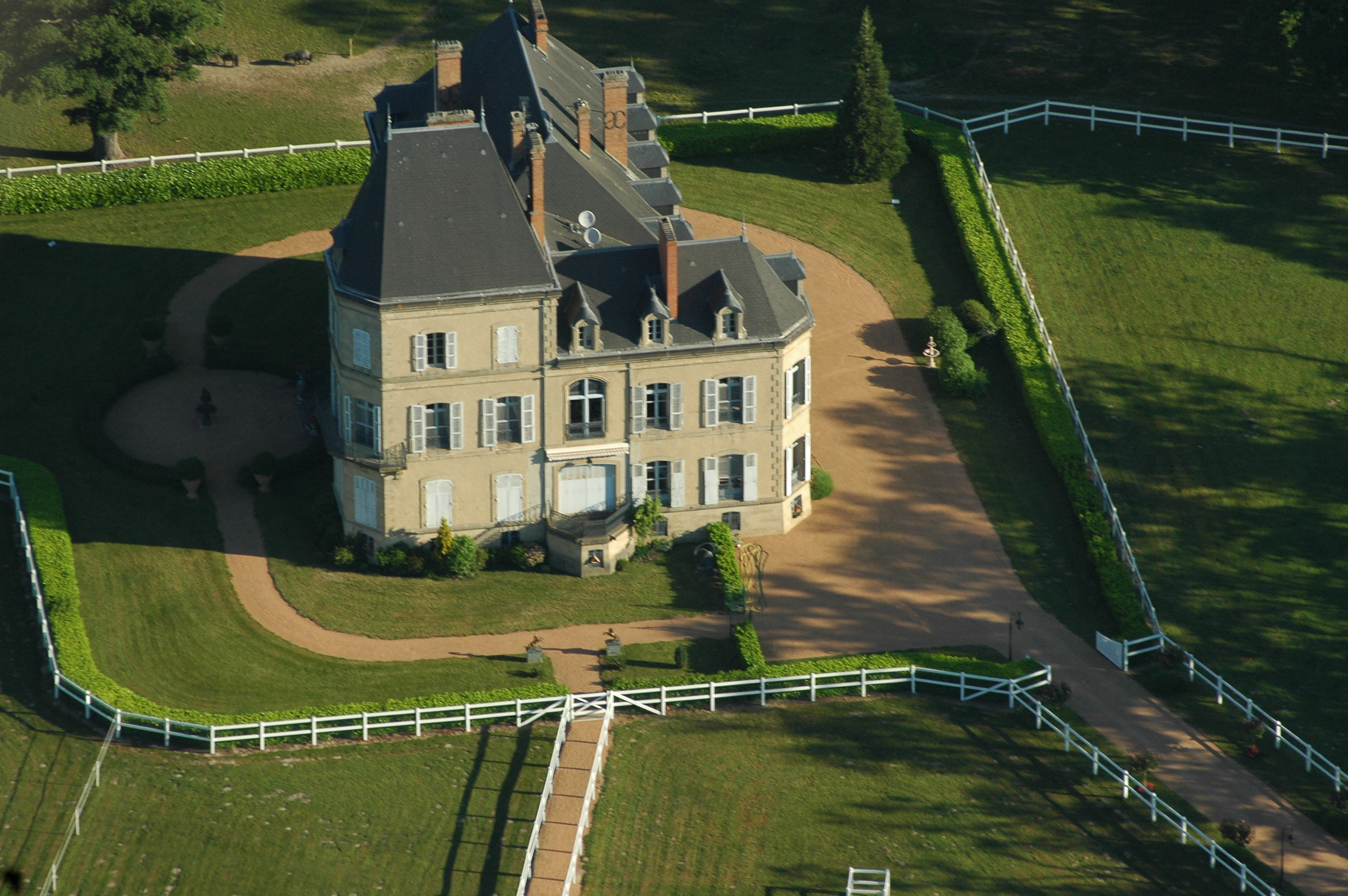
Schloss Les Bédaures
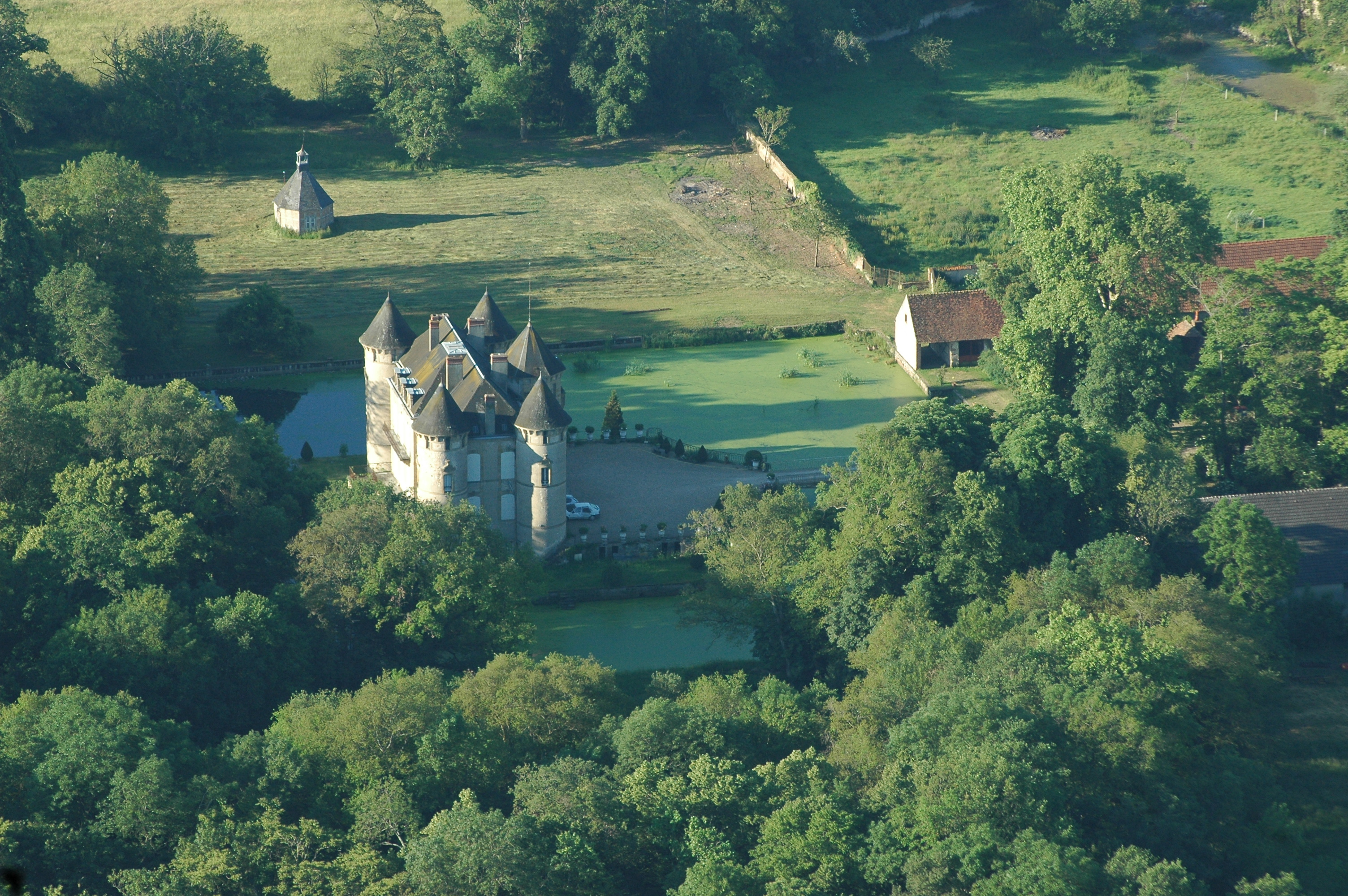
Schloss Demoret